# Stade Robert Urbain
 (mars 2025).
Si vous disposez d'ouvrages ou d'articles de référence ou si vous connaissez des sites web de qualité traitant du thème abordé ici, merci de compléter l'article en donnant les références utiles à sa vérifiabilité et en les liant à la section « Notes et références ».
Le stade Robert Urbain est un stade de football situé dans la commune de Boussu, dans la province de Hainaut, en Belgique.
Son nom rend hommage à Robert Urbain qui était le président du R. SC Boussu-Bois lorsque celui-ci fusionne avec son voisin du FC Élougeois, en 1982.
Jusqu’en 2008, l’enceinte est connue sous le nom de « stade Vedette », du nom du charbonnage voisin.

### Sources et liens externes
- Site officiel du Royal Francs Borains